# Pipina zel
Pipina zel oz. Pipe-weed (tudi Halflings’ Leaf) je rastlina, iz katere so hobiti pridobivali tobaku podobno snov, ki so jo kadili v pipah. Prvi jo je začel saditi Tobold Rogopisk iz Dolgoritja v Južnem kvartu, in sicer okrog leta 1070 po šajerskem štetju.